# Iver Rosenkrantz (gehejmeråd)
 Der er flere personer med dette navn, se Iver Rosenkrantz.
Iver Rosenkrantz (5. december 1674 på Rosenholm – 13. november 1745 samme sted) var en dansk statsmand og godsejer.

## Uddannelse og den tidlige karriere
Iver Rosenkrantz var søn af gehejmeråd Erik Rosenkrantz til Rosenholm og dennes tredje hustru Margrethe Krabbe til Vemmetofte.
Hun var datter af den skånske adelsmand Iver Krabbe som engang var en af Danmarks mest magtfulde mænd. Hans onkel Jørgen Krabbe, der var meget glad for lille Iver, blev henrettet af svenskerne i Malmø i 1678. Faderen døde allerede, da lille Iver var 7 år. Han synes dog at have fået en meget omhyggelig opdragelse og en god undervisning, uvist dog ved hvilke lærere. I 1691 kom han på det nyoprettede Ridderakademi i København. Tre år senere tog han på den obligatoriske rejse til udlandet, hvor fra han vendte hjem i 1697. Han var nu en elegant ung verdensmand på 23 år. Han blev senere i livet beskrevet som venlig og charmerende, og så havde han sit udseende med sig. En karreiere ved hoffet var derfor oplagt, og året efter, i januar 1698, blev han udnævnt til kammerjunker hos prinsesse Sophie Hedevig. Han må have gjort sig heldigt bemærket hos prinsessens bror Frederik 4., der allerede efter et par år flyttede ham fra hoftjenesten til mere vigtige hverv.

## Diplomaten
Den 30. oktober 1700 udsendtes Iver Rosenkrantz på en diplomatisk mission til Karl 12. af Sverige. Han opsøgte da også kongen i Livland, men blev ikke modtaget og måtte derfor returnere til Danmark uden resultat. I 1702 blev han udnævnt til etatsråd og fik nu en ny opgave som diplomat. Samme år, kun 27 år gammel, fik han den vigtige post som dansk gesandt i England. Her virkede han i 4 år, hvor han efterhånden fik ry som en dygtig diplomat i de engelske statsmandskredse og ved dronning Annes hof. I 1706 vendte han hjem til København, hvor han i et par år arbejdede ved centraladministrationen. I 1708 ville kong Frederik 4. tage en lang ferie til Italien, blandt andet for at opleve karnevallet i Venedig. Kongen valgte den sprogkyndige Iver Rosenkrantz som hofmarskal på rejsen, hvilket må tolkes som en tillidserklæring fra monarkens side. I sommeren 1709 var rejseselskabet tilbage i Danmark, hvor Iver Rosenkrantz blev udnævnt til den vigtige post som amtmand over Københavns Amt. Han nåede dog ikke at tiltræde sin nye stilling, for det trak nu op til krig med Sverige (Den Store Nordiske Krig). En trænet diplomat som Iver Rosenkrantz kunne nu ikke undværes. Første opgave blev dannelsen af et forsvarsforbund mellem Danmark og biskoppen af Münster i september 1709. Derefter indgik i forhandlinger med sømagterne, en opgave som medførte at han fra 1710-14 igen blev dansk gesandt i London. Hans opgave var få den engelske regerings støtte til Danmark, eller i det mindste få englænderne til at være neutrale i konflikten. Fra 1714-16 deltog han i fredskongressen i Braunschweig, der dog blev betydningsløs. Der knytter sig ikke træk af særlig vigtighed til hans diplomatiske virksomhed; men når man ser ham blive så stærkt brugt på dette område, tyder det på, at han har gået for at være dygtig dertil.

## Hjemme igen
I 1716 kunne Iver Rosenkrantz endelig tiltræde den amtmandspost, som havde ventet på ham i 7 år. Han fik desuden sæde i Politi- og Kommercekollegiet, hvor han kom til at virke som formand indtil 1723. I praksis rangerede han nu lige under regeringens ministre. I året 1709 var han blevet Ridder af Dannebrog og 1717 fik han titel af gehejmeråd.
Men Frederik 4.'s nåde var ved at forsvinde. Kongen støttede sig efterhånden kun til sin nye dronning Anna Sophie Reventlows familie. Iver Rosenkrantz fik også dette at mærke, for 30. august 1723 mistede han sine hidtidige embeder og blev udnævnt til stiftamtmand i Viborg. Denne flytning fra København og fra centralstyrelsen, der var en følge heraf, var åbenbart en virkning af det lidenskabelige had til den gamle danske adel, der netop på denne tid kulminerede hos Frederik 4., som få måneder i forvejen havde udstukket nogle regeringsregler for hans søn, kronprins Christian, hvor han advarer imod at bruge mænd af denne stand i høje embeder.
Rosenkrantzs virksomhed var nu i en række år begrænset til, hvad der vedrørte en afsides jysk egn. Forholdet til kongen var altså køligt, men Iver Rosenkrantz bevarede sit venskabsforhold til kongens søskende, prins Carl og prinsesse Sophie Hedevig, en venskabsforbindelse der allerede var grundlagt i Ivers tid som kammerjunker hos prinsessen. Prinsen og prinsessen misbilligede den kongelige broders seneste ægteskab med den adelige Anna Sophie Reventlow, og det samme gjorde kronprins Christian. Sammen med brødrene Christian Ludvig og Carl Adolph von Plessen, der var onkler til Iver Rosenkrantz' anden hustru Charlotte Amalie Skeel, dannedes de en egentlig opposition, som var modstandere af Reventlowerne i regeringen. Iver Rosenkrantz' gode forhold til denne kreds fik stor betydning ved tronskiftet.

## Danmarks mægtigste mand
Frederik 4. døde 1730. Straks efter hentede den nye konge Christian 6. Iver Rosenkrantz tilbage til København, hvor han fik sæde i konseillet, foruden at han gjorde ham til Ridder af Elefanten, og Rosenkrantz blev tillige sat i spidsen både for det danske og det tyske kancelli (bestalling af 17. oktober 1730). Han havde således beføjelser som storkansler, men fik dog ikke titlen. Desuden fik han overtilsyn med kronprins Frederiks opdragelse. I regeringen sad nu også brødrene Plessen, så der var udsigt til et godt samarbejde i regeringstoppen. Kongens tillid til Rosenkrantz var altså stor, og Iver Rosenkrantz satte også kongen højt, således omtaler Iver i et brev til en ven Christian 6. med ordene: ”Sikkert har der aldrig levet en retfærdigere eller bedre Fyrste i Verden end vor nuværende Konge, og vi kunne kun ønske, at slige Følelser og et sligt Liv kunne vare evig”.
Det var et fremskridt, at Iver Rosenkrantz kom til at afløse Ulrich Adolph Holstein som chef for de to kancellier. Både i dygtighed og personlighed var han Holstein overlegen. Ligesom Rosenkrantz' portrætter viser os en smuk mand med et mildt og nobelt udtryk i ansigtet, således får man et ganske lignende indtryk af hans hele færden. Han var en ædel og ren karakter, venlig i omgang og elskværdig at have at gøre med. Det kan vel være, at han havde et for ensidigt godsejersyn på landboforholdene, og at han var meget bevidst om sin stand, men han blev af en fremmed diplomat beskrevet som et smukt eksempel på en adelsmand af den gamle slags. Hans dannelse var fin og grundig med den klassiske farve, som man på den tid kunne træffe den hos betydeligere fornemme mænd rundt omkring i Europa. Han havde glimrende kundskaber i latin, således at han kunne skrive velformede latinske digte. Videnskaben havde også hans store interesse, hvilket førte til et personligt venskabsforhold til historikeren Hans Gram, og i sin stilling som Københavns Universitets patron gjorde han sit for at forbedre universitetet.
Rosenkrantz medbragte fra sin tidligere diplomatiske virksomhed kundskaber på dette område, der måtte have betydning for ham, da han nu som oversekretær i det Tyske Kancelli tillige blev udenrigsminister, og han havde desuden i sine andre embeder vundet godt kendskab til landets forhold i flere retninger; han var også samvittighedsfuld i sin embedsførelse. Som udenrigsminister var han afgjort mere fremtrædende, end hans forgængere i den senere tid havde været, og det har sin interesse at se ham gøre begyndelsen på, hvad der siden blev i høj grad iøjnefaldende hos bernstorfferne, nemlig ved sine depecher at sætte de danske diplomater ind i regeringens politiske opfattelse af de europæiske forhold i almindelighed. Men når han dog ved sin stilling til kongen åbenbart var mindre fri i sin virksomhed, end de bleve det, så står han unægtelig ej heller ved siden af dem, hvad overlegent politisk blik angår. Man vil vel overhovedet, hvor stor sympati man end føler for ham, og hvor meget man end anerkender hans dygtighed, næppe sætte ham i den første række af vore statsmænd; man har ikke ved ham egentlig indtrykket af en overlegen mand.
I sin udenrigspolitik fik han kongens opbakning i at søge et venskabeligt forhold til Sverige, samt den politik, der mundede ud i traktater med Østrig og Rusland i 1732, som skaffede nye garantier for Slesvigs besiddelse. Under den rivalisering imellem England og Frankrig, der netop nu begyndte igen, foretrak han afgjort tilslutning til England, og han blev i dette stærkt støttet hos sine kolleger brødrene Plessen. Det var dog ikke Iver Rosenkrantz store indflydelse, der medførte et forbund med England kom i stand i 1734. Krigsministeren Løvenørn påvirkede Christian 6. i en mere franskvenlig retning, men efter råd fra sin fætter greve Christian Ernst zu Stolberg-Wernigerode valgte kongen alligevel den engelske forbindelse.

## Kongens tillid svinder
Det gode forhold til Christian 6. holdt dog ikke ret lang tid. Iver Rosenkrantz og brødrene Plessen var en generation ældre end kongen, og de havde navnlig været farbroren prins Carls venner. Kongen syntes dem nok noget selvrådige. Ved tronbestigelsen havde de overtalt kongen til at afskaffe landmilitsen, men 1733 blev den genindført mod deres vilje. Til gengæld var de tilhængere af stavnsbåndets indførelse, som blev gennemført i samme forbindelse. Bondestandens frihed var af mindrebetydning i forhold til at skaffe godserne billig arbejdskraft. Brødrene Plessen røg ud af regeringen i henholdsvis 1733 og 1734. Iver Rosenkrantz blev siddende, men kongens tillid til ham var efterhånden væk. I tilgift blev Rosenkrantz uenig med kongen med hensyn til de kirkelige forhold. Iver Rosenkrantz var tilhænger af den traditionelle lutherske ortodoksi, mens Christian 6. mere og mere gled over i pietisternes lejr. Den modsætning, der her fremkom, skærpedes åbenbart yderligere ved den pietistiske nidkærhed, der opfyldte kongens damer, både hans dronning, Sophie Magdalene, og hans svigermoder, den magtlystne markgrevinde af Bayreuth Sophie Christiane.
Så indtraf tillige det store uheld for Iver Rosenkrantz, at hans 26 år yngre hustru, Charlotte Amalie Skeel, blev centrum i en hofskandale. Skønt hun ikke mere var helt ung og havde født ham 5 børn, var hun stadig ombejlet af flere kavalerer. En kaptajn Ahlefeldt havde længe gjort hende sin opvartning, men da han kom på uventet besøg i hendes kammer fandt han den unge greve Frederik Conrad Holstein der. Ahlefeldt blev rasende, trak sin kårde og sårede Holstein i hovedet. Charlotte Amalie Skeel fik dog sine tjenere til at adskille kamphanerne, og i første omgang tav hun om affæren. Men skandalen kunne ikke undgå at komme frem. Ahlefeldt blev forvist fra hoffet, og få at undgå samme skæbne, måtte Charlotte Amalie skrive et ydmygt brev til kongen og bede om tilgivelse. Iver Rosenkrantz tilgav straks sin hustru, og det var ham der gik den tunge gang til kongen med brevet.
Det blev nu en pinlig tid for Rosenkrantz. Hans hustru havde bragt ham i folkemunde på en alt andet end behagelig måde, og efter at begge plessenerne havde forladt konseillet, stod han alene tilbage der, blot med en ubetydelig mand, Otto von Blome, til kollega. Hans stilling hos kongen var så undergravet, at denne ventede, at han ville tage sin afsked. Rosenkrantz gik imidlertid ikke, uvist af hvilken grund, og kongen lod ham foreløbig blive siddende. Men kongen lod Johan Sigismund Schulin, der var sekretær i Tyske Kancelli, jævnlig gennemlæse Rosenkrantz' ekspeditioner og udtale sig for ham selv om dem. Kongens tillid var helt væk.

## Menigt regeringsmedlem
Et sådant forhold kunne naturligvis ikke vare længe. Iver Rosenkrantz afløstes allerede 12. maj 1735 som oversekretær i Danske Kancelli af Johan Ludvig Holstein og 28. maj som oversekretær i Tyske Kancelli af Schulin. Derimod beholdt han sine pladser som medlem af konseillet og som patron for universitetet. I kraft af denne sidste stilling havde han få år i forvejen (1732) virket med til, at universitetet havde fået en ny fundats. Men det må konstateres, at Rosenkrantz og Hans Gram ikke evnede at få institutionen moderniseret tilstrækkeligt, og mange reformer og udvidelser savnedes stadigvæk.
Stillingen som menigt medlem af konseillet gjorde det ganske vist også efter 1735 muligt for Iver Rosenkrantz at tale et ord med i vigtige statsspørgsmål, men han var nu helt isoleret med sine holdninger. At han dog ikke var bange for at give mening tilkende, også i holdninger som kongen helt åbenlyst var imod, ser man eksempelvis i året 1737 indgav en indtrængende forestilling imod et forslag af generalprokurøren Andreas Hojer om indførelse af landfiskaler, som skulle overvåge, hvad der skete imod loven og forordningerne. Iver Rosenkrantz frygtede, at dette kunne føre til en uhyggeligt spionage, der ville gøre en slet virkning på befolkningen. Men både i dette spørgsmål såvel som andre, kunne han ikke trænge igennem til kongen. I det Christian 6. i stigende grad opfattede brødrene Plessen som ubehagelige opositionsmænd, blev Rosenkrantz på grund af sit nøje forhold til disse mænd også genstand for kongens mistro. Da Kurantbanken i København blev grundlagt 1736, fandt kongen, at Rosenkrantz var meget lidt ivrig i at tegne aktier i dette af ham selv stærkt begunstigede foretagende, og med en klar hentydning til plessenerne skrev han i den anledning til Schulin: ”Gehejmeråd Rosenkrantz viser ved enhver Lejlighed, af hvilken Bande han er, og at han ikke vil flattere os.” Det synes også, som om Rosenkrantz, der nok holdt for meget af at høre sig selv tale, ikke altid var tavs nok. Christian 6. krævede tavshedspligt af sine ministre, men om Rosenkrantz sagde kongen ærgerligt, at han ikke kunne tie om statshemmeligheder længere, end til han så sin kone.

## Fyringen
Alt dette tilsammenlagt giver indtryk af, at Iver Rosenkrantz' stilling i årene efter 1735 var alt andet end behagelig. Det afgørende slag blev, at Christian 6. efterhånden også blev uenig med ham, hvad angik udenrigspolitikken. Rosenkrantz holdt stadig fast i, at forbundet med England var at foretrække frem for en fransk alliance. Da Danmark 1739 fornyede det tidligere forbund med England, kunne det se ud, som om Rosenkrantz politiske system endnu skulle opretholdes. Men kort derefter skete der en svingning i den danske politik over imod Frankrig, således som Løvenørn og Schulin var fortalere for. Ved nytårstid 1740 blev der truffet hemmelige aftaler om et dansk-fransk forbund, der skulle træde i kraft, så snart alliancen med England var udløbet. Efter denne svingning var Rosenkrantz forbliven i konseillet umulig længere, og 27. april 1740 fik han pludselig sin afsked. Det brev, hvorved kongen meddelte ham dette, indeholdt ingen påskønnelse af hans lange virksomhed i statens tjeneste, men dog den forsikring, at det hverken var unåde eller utilfredshed med hans embedsførelse, men alene hensynet til hans alder, at kongen fritog ham for sit sæde i regeringen. Rosenkrantz fik tildelt en stor pension på 5000 rigsdaler, og han fik valget mellem en post som stiftamtmand i Odense eller Århus. Rosenkrantz, der nu var 66 år, fandt imidlertid, at han havde været embedsmand længe nok, og ønskede desuden ikke at stå under nogen minister. Han bad derfor om at måtte få pensionen uden at behøve at overtage noget nyt embede, og dette indrømmede kongen ham.

## Godsejeren
Iver Rosenkrantz skulle i sin alderdom nu prøve livet som godsejer, hvilket egentlig var ham ret ukendt. Hans forfædre havde bået drevet deres herregårde ved siden af deres forpligtelser i hær og regering. Iver havde efter sin moder 1716 arvet Vosnæsgaard nord for Århus, men han solgte allerede denne gård efter par år. Herefter havde han ingen godser i de næste mange år, men da Frederik 4. havde forvist ham til Viborg, havde han nok regnet med at hans karriere ikke ville bringe ham videre. Han købte da 1727 slægtens gamle stamsæde, Rosenholm af sin halvniche Hilleborg Gyldenstierne. 1735 købte han så Ryegaard ved Roskilde. Og endelig arvede han i fællesskab med sin hustru 1737 herregårdene Egholm og Krabbesholm, ligeledes ved Roskilde. Han var således blevet storgodsejer med et samlet jordtilligende på 2000 tønder hartkorn, heraf to tredjedele på Roskildeegnen. I København havde han endvidere haft et palæ i Slotsholmsgade, som kongen 1740 købte for at bygge det nuværende Lerches Palæ på grunden.
I sin ministertid havde Iver Rosenkrantz naturligt nok foretrukket at bo på sine sjællandske herregårde samt i sit københavnske palæ. Men 1740 vendte han hjem til barndomshjemmet i Jylland for at tage fast ophold på Rosenholm. Slottet her var bygget af oldefaderen Jørgen Ottesen Rosenkrantz og var nu knap 150 år gammelt. Iver Rosenkrantz havde nok været vant til at leve et komfortabelt liv i København, hvorfor han nu lod Rosenholms indre modernisere i barokstil. Han indkøbte nye møbler, gobeliner, malerier og skabte her et moderne hjem. Da han tillige var en passioneret haveelsker, lod han anlægge et stor park med lindealléer og bøgehække. Hvorledes han tilbragte sin tid på Rosenholm, har han skildret i et digt på latin til Hans Gram 1741. Det viser, at selvom han havde nok at sysle med og endnu kunne finde glæder i livet, følte han dog smerte ved den uret, han mente at have lidt. En glæde var det sikkert, at kongen et par år efter hans afsked greb en lejlighed til at vise ham, at han tænkte med venlighed på ham. Han forhøjede nemlig uden nogen anmodning fra Rosenkrantz' side hans pension med yderligere 1000 rigsdaler. Netop den gang havde Christian 6. fået at vide, at Rosenkrantz var svagelig, og han skrev i anledning af pensionsforhøjelsen til Holstein: ”Maaske lever Rosenkrantz ikke længe. Katarrhalske Febre ere farlige for en Mand i hans Alder. Det gjør mig ret ondt for den brave Mand”. Ikke længe efter skænkede han Rosenkrantz en kostbar dåse med brillanter. Efter forskellige svingninger endte forholdet imellem kongen og Rosenkrantz således mildt og harmonisk.

## Familielivet
Iver Rosenkrantz var gift to gange. Første gang 1. juni 1702 i København med Birgitte Gersdorff (1677-1719). Hun var datter af overceremonimester Frederik Gersdorff til Aakær og Elisabeth Sophie Skeel til Ravnholt og Tølløse. Hun fulgte Iver Rosenkrantz på hans sendelser rundt om i Europa i de følgende år. Hun døde 1719. Ægteskabet var barnløst. Et par år efter fandt den nu 46 årige Iver Rosenkrantz sig en ny hustru. Brylluppet stod 19. februar 1721 i København. Den udkårne var den kun 21-årige Charlotte Amalie Skeel (1700-63). I dette ægteskab fødtes 6 børn, hvoraf et par døtre og sønnen Frederik Christian Rosenkrantz voksede op. I sin enkestand boede Charlotte Amalie Skeel mest på Ryegaard frem til sin død 1763.
Iver Rosenkrantz døde knap 71 år gammel i 1745. 2000 mennesker fulgte hans begravelsestog til Hornslet Kirke.